# Robert De Grasse
Robert De Grasse (* 9. Februar 1900 in Maplewood; † 28. Januar 1971 in Newport Beach) war ein US-amerikanischer Kameramann.

## Leben
Robert De Grasse kam über seine beiden Onkel, Filmregisseur Joseph De Grasse und Schauspieler Sam De Grasse, während der Stummfilmzeit zum Film. De Grasse begann als Kameraoperator und wurde schließlich Chef des Kamerateams. Seinen ersten Film als Kameramann, den Western Desperate Trails, drehte De Grasse 1921 unter der Regie von John Ford. 
Nach dem Ende der Stummfilmzeit, De Grasse letzter Stummfilm war The One Man Dog aus dem Jahr 1929,  fing er noch einmal von vorn an, um die Eigenheiten und Techniken des Tonfilms als Kameramann zu erlernen. Als Kameraassistent drehte er 1932 unter anderem, neben Kameramann Robert G. Martin, den Sherlock-Holmes-Film Das Zeichen der Vier, mit Arthur Wontner als Sherlock Holmes. Ab 1935 war er wieder Chefkameramann bei RKO Pictures.
De Grasse führte die Kamera bei einigen Filmen von Ginger Rogers, wie etwa für Vivacious Lady, wofür De Grasse 1939 als Bester Kameramann eine Oscarnominierung erhielt. Bei Fräulein Kitty (Kitty Foyle, 1940), für den Rogers mit dem Oscar als Beste Hauptdarstellerin ausgezeichnet wurde, stand er ebenfalls hinter der Kamera. 
In den 1940er Jahren führte De Grass die Kamera bei Filmen wie The Leopard Man (1943) unter der Regie von Jacques Tourneur, Der Leichendieb (The Body Snatcher, 1945) und So einfach ist die Liebe nicht (The Bachelor and the Bobby-Soxer, 1947) mit Cary Grant.
Im Jahre 1950 wurde De Grasse als Kameramann für Fred Zinnemanns Drama Die Männer (The Men) engagiert. 
Bevor er sich aus dem Filmgeschäft zurückzog, stand Robert De Grasse 1953 für Frank Tashlins Film Heirate mich noch mal (Marry Me again) hinter der Kamera.

## Filmografie
- 1932: Das Zeichen der 4 (The Sign of Four)
- 1937: Bühneneingang (Stage Door)
- 1937: Quality Street
- 1938: Vivacious Lady
- 1938: Sorgenfrei durch Dr. Flagg – Carefree (Carefree)
- 1939: The Story of Vernon and Irene Castle
- 1940: Fräulein Kitty (Kitty Foyle)
- 1940: Glückspilze (Lucky Partners)
- 1942: The Mayor of 44th Street
- 1942: Pittsburgh
- 1943: Auf ewig und drei Tage (Forever and a Day)
- 1943: Lady of Burlesque
- 1943: The Leopard Man
- 1943: Higher and Higher
- 1944: Step Lively
- 1944: Mit Büchse und Lasso (Tall in the Saddle)
- 1945: Der Leichendieb (The Body Snatcher)
- 1945: San Francisco Lilly (Flame of Barbary Coast)
- 1946: Land der Banditen (Badman’s Territory)
- 1947: So einfach ist die Liebe nicht (The Bachelor and the Bobby-Soxer)
- 1948: Die Glocken von Coaltown (The Miracle of the Bells)
- 1949: Das unheimliche Fenster (The Window)
- 1950: Die Männer (The Men)
- 1951: Doppeltes Dynamit (Double Dynamite)
- 1951: Fernruf aus Chicago (Chicago Calling)
- 1951: Beichte eines Arztes – Die erste Legion (The First Legion)
- 1953: Heirate mich noch mal (Marry Me again)